# Marian Smoluchowski
Marian von Smoluchowski (Vorderbrühl, 28. svibnja 1872. – Krakov, 5. rujna 1917.) bio je poljski teorijski fizičar i pionir statističke fizike. 

## Život
(Ref )
Smoluchowski je rođen u selu Vorderbrühl, nedaleko od Beča, u obitelji Wilhelma Smoluchowskoga, visokog službenika u uredu cara Franje Josipa. Od 1880. do 1890. školovao se u Beču u Collegium Theresianum, a nakon toga je, do 1894. godine, nastavio studirati fiziku na Sveučilištu u Beču. Godine 1895., s najvišim počastima (sub Summis Auspiciis Imperatoris), doktorira na temi "Akustische Untersuchungen über die Elasticität weicher Körper" (hrv. Akustična istraživanja elastičnosti mekanih tijela), pod mentorstvom Jožef Stefana.  Premda će Smoluchowski svoj rad posvetiti području koje je začeo Ludwig Boltzmann i premda je Boltzmann, većinu života, bio njegov sugrađanin, oni nikada nisu ostvarili kontakt (dok je Smoluchowski studirao, Boltzmann je privremeno radio na Sveučilištu u Münchenu). 
Nakon nekoliko godina provedenim na sveučilištima u Parizu (1895/96), Glasgowu (1896/97) i Berlinu (1897), Smoluchowski se 1899. zapošljava na  Sveučilištu u Lvivu, gdje je predavao kolegije: elektricitet i magnetizam, mehaniku i termodinamiku.
Godine 1901. oženio se za Zofiu Baraniecku, kćeri poljskog matematičara Mariana Baranieckoga, te je s njom imao dvoje djece: Aldona Smoluchowska (1902. – 1984.) i Romana Smoluchowski (1910. – 1996). Roman je kasnije postao eminentni poljski fizičar. Iste godine brani doktorat (honoris causa) iz prava na Sveučilištu u Glasgowu. Od 1905. do 1906. godine boravi na Cambridgeu gdje radi s fizičarom i nobelovcom J. J. Thompsonom.  
Godine 1913. seli se u Krakov i tamo preuzima vodstvo Katedre za eksperimentalnu fiziku na Jagielonskom sveučilištu. Jedan od razloga zašto je Smoluchowski prihvatio tu poziciju, bila je činjenica da je Katedra za eksperimentalnu fiziku imala jako dobru zgradu s modernom opremom. Početkom Prvog svjetskog rata, ista ta zgrada pretvorena je u vojnu bolnicu, stoga je Smoluchowski bio prisiljen raditi u stanu profesora Karola Olszewskoga.  
Godine 1916. postaje dekan Filozofskog fakulteta, a 1917. godine je izabran za rektora. Međutim, iste godine umire od epidemije dizenterije. 
Osim što je bio znanstvenik, bio je i strastveni alpinist, te je volio slikati i svirati klavir. 

## Znanstveni rad
Smoluchowski je dao fundamentalan doprinos razumijevanju statističke fizike i kinetičke teorije plinova. Prvi je primijetio da gustoća kod plinova može fluktuirati (1904.), te je prvi fizičar koji je opisao fenomen kritične opalescencija preko velikih fluktuacija gustoće. Objasnio je i Brownovo gibanje, zbog čega mu je Austrijska akademija znanosti dodijelila Haitignerovu nagradu 1908. godine, te boju neba kao posljedicu disperzije svjetla zbog fluktuacija atmosfere. 
Razdoblje u Krakovu bilo je najproduktivnije znanstveno razdoblje njegova života; u tom periodu radio je na: kinetičkoj teoriji, teoriji katastrofe, elektroferozi, koagulaciji, hidrodinamici viskoznih tekućina, svojstvima atmosfere Zemlje i drugih planeta, formaciji planina, itd.  
Neovisno od Alberta Einsteina, 1906. godine objašnjava Brownovo gibanje preko jednadžbe koja je postala temelj za istraživanje stohastičkih procesa. Godine 1916. predložio je jednadžbu difuzije u slučaju vanjskog polja. Njemu u čast, danas tu jednadžbu zovemo Einstein–Smoluchowski jednadžba.

## Priznanja
Velik broj ulica u Poljskoj nazvane su po Smoluchowskome. Od 1965. godine, Poljsko fizikalno društvo dodjeljuje Medalju Mariana Smoluchowskoga za doprinos u fizici. Institut za fiziku na Jagielonskom sveučilištu nosi ime po Marianu Smoluchowskome.
Godine 1970., Međunarodna astronomska unija je imenovala krater na Mjesecu po Smoluchowskome.